# 愛沙尼亞文化

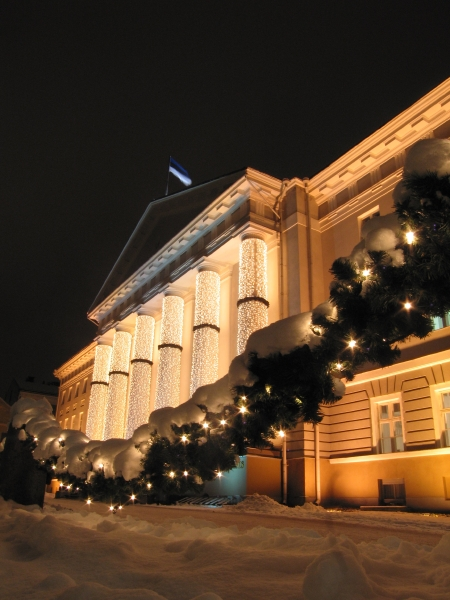
圣诞节的塔尔图大学

由於歷史和地理原因，愛沙尼亞文化除了本土文化之外，也也受到鄰近國家的各種影響，包括芬蘭、波羅的國家、德國和斯拉夫文化的影響。傳統上愛沙尼亞一直被認為是一個西方和東方角力的地區，這在很多方面都有體現，如西方基督教（天主教、新教）和東方基督教（東正教）在愛沙尼亞都有很大影響。許多愛沙尼亞人認為自己是北歐國家而不是波羅的國家。在語言方面，愛沙尼亞語和芬蘭語有著密切的關係，同屬烏拉爾語族。而芬蘭貿易部長也曾稱愛沙尼亞是特殊的北歐國家。